# Tulia (glasbena skupina)
Tulia je poljska ženska narodnozabavna glasbena skupina. Skupino so ustanovili leta 2017 v mestu Szczecinu na Poljskem. Skupina se imenuje Tulia, po imenu ene izmed pevk (Tulia Biczak).

## Kariera
Leta 2017 je postala skupina na Poljskem bolj prepoznana, ko so na platformo YouTube objavili priredbo pesmi »Enjoy the Silence« skupine Depeche Mode. Novembra 2017 je bila skupina uradno ustanovljena.
Dne 25. maja 2018 so izdale svoje prvi studijski album z naslovom Tulia pri glasbeni založbi Universal Music Polska. Album si na Poljskem od datuma izdaje prodali v več kot 30.000 izvodih.

### Pesem Evrovizije 2019
Dne 15. februarja 2019 so objavili, da je poljska javna televizijska postaja TVP interno izbrala skupino Tulia za zastopanje Poljske na tekmovanju za pesem Evrovizije 2019 s pesmijo »Fire of Love«. Dne 14. maja 2019 je skupina nastopila v prvem polfinalu in se s 120 točkami uvrstili na 11. mesto, finale pa so zgrešile za 2 točki.

## Člani

### Trenutni člani
- Tulia Biczak (*16. junij 1991), po njej se imenuje skupina
- Dominika Siepka (*13. junij 1995)
- Patrycja Nowicka (*28. marec 1998)

### Nekdanji člani
- Joanna Sinkiewicz (*2. avgust 1998), skupino zapustila leta 2019 zaradi osebnih in zdravstvenih razlogov

## Diskografija

### Studijski albumi
- »Tulia«
- »Półmrok«
- »Nim gwiazda zgaśnie«

### Pesmi
- »Enjoy the Silence« (2017)
- »Nieznajomy« (2018)
- »Jeszcze Cię nie ma« (2018)
- »Wstajemy już« (2018)
- »Fire of Love« (2019)
- »Trawnik« (s Kasio Kowalska leta 2019)
- »Rzeka« (2019)
- »Burza« (2020)
- »Marcowy« (2021)
- »Przepięknie« (2021)
- »Narkotyk« (2021)
- »Nim gwiazda zgaśnie« (2021)